# Jembrana montana
Jembrana montana is een halfvleugelig insect uit de familie Aphrophoridae. De wetenschappelijke naam van deze soort werd voor het eerst geldig gepubliceerd in 1908 door William Lucas Distant.